# Caraïbische Zee
De Caraïbische Zee of Caribische Zee is een zee, grenzend aan de Atlantische Oceaan.

## Ligging
De Caraïbische Zee wordt ingesloten door het eiland Cuba, het eiland Hispaniola en Puerto Rico in het noorden, in het oosten door de Kleine Antillen, in het zuiden door Venezuela, Colombia, Panama en Costa Rica; en in het westen door Mexico, Guatemala, Belize, Honduras en Nicaragua. Samen met de Golf van Mexico vormt de Caraïbische Zee de Amerikaanse Middelzee, een randzee of middellandse zee van de Atlantische Oceaan.
Het International Hydrographic Organization heeft de grenzen van de Caraïbische Zee als volgt bepaald:
- Noorden: In Straat Yucatán - een lijn van Kaap Catoche in Mexico naar Kaap San Antonio in het uiterste westen van Cuba. In de Windward Channel – een lijn van Caleta Point (74°15′W) in Cuba en Pearl Point (19°40′N) in Haïti. In the Monapassage – een lijn van Cape Engaño in de Dominicaanse Republiek naar de uiterste punt van Agujereada (18° 31′ NB, 67° 8′ WL) in Puerto Rico.
- Oosten: Vanaf Point San Diego in Puerto Rico naar het noorden langs de meridiaan (65°39′W) tot de zee een diepte bereikt van 100 vadem, vandaar in zuidoostelijke richting, zodat alle eilanden en ondiepten van de Kleine Antillen in de Caraïbische Zee vallen tot uiteindelijk Galera Point (de meest noordoostelijke punt van het eiland Trinidad). Van Galera Point via Galeota Point (in het extreem zuidoosten van het eiland) naar Baja Point (9° 32′ NB, 61° 0′ WL) in Venezuela.

De Caraïbische Zee beslaat een oppervlakte van 2.754.000 km² en het diepste punt bevindt zich in de Kaaimantrog, tussen Cuba en Jamaica, op ruim 7,5 km diepte.
Het hele gebied van de Caraïbische Zee, inclusief de vele eilanden die zich in en aan de rand van deze zee bevinden, wordt het Caraïbisch gebied genoemd. Bij een bredere definitie kunnen ook de drie Guyana's, die niet aan de Caraïbische Zee liggen, tot de Caraïben worden gerekend.

## Geologie
De Caraïbische Zee is een oceanische zee grotendeels gelegen op de Caribische Plaat. Schattingen van de leeftijd van de zee lopen uiteen van 20.000 tot 570 miljoen jaar.

### Zeebodem
De zeebodem is onderverdeeld in vijf bekkens, van elkaar gescheiden door onderwaterrichels en -bergketens. De Atlantische Oceaan komt het Caraïbisch gebied binnen door de Anegada Passage die ligt tussen de Kleine Antillen en de Maagdeneilanden en de Windward Passage, gelegen tussen Cuba en Haïti. De Straat Yucatán tussen Mexico en Cuba verbindt de Golf van Mexico met het Caraïbisch gebied. De diepste punten van de zee liggen in de Kaaimantrog met dieptes die reiken tot ongeveer 7686 m. Ondanks deze diepte, wordt de Caraïbische Zee toch beschouwd als een relatief ondiepe zee in vergelijking met andere wateren.
De bodem van de Caraïbische zee kent ook twee oceaantroggen die de grens vormen met de Atlantische Oceaan: de trog van Hispaniola en de trog van Puerto Rico, die in het gebied zorgen voor een hoger risico op aardbevingen. Onderwateraardbevingen vormen een bedreiging aangezien ze tsunami's kunnen veroorzaken, die een verwoestende uitwerking op de Caraïbische eilanden zouden kunnen hebben. Uit wetenschappelijke gegevens blijkt dat tijdens de laatste 500 jaar het gebied een dozijn aardbevingen heeft gekend met een kracht boven 7,5. Meest recent had Haïti op 12 januari 2010 nog een aardbeving met magnitude van 7,1.

### Eilanden
Er zijn duizenden eilanden in het gebied die geheel of gedeeltelijk deel uitmaken van de staten in het gebied: Anguilla (21), Antigua en Barbuda (37); Aruba (4); Barbados (3); Bonaire; Britse Maagdeneilanden (43); Kaaimaneilanden (12); Cuba (23); Curaçao (21); Dominica (7); Dominicaanse Republiek (3); Grenada (39); Guadeloupe (38); Haïti (6); Honduras (6); Jamaica (6); Martinique (50); Montserrat (3); Puerto Rico (142); Saba; Saint Barthelemy (13); Saint Kitts en Nevis (20); Saint Lucia (17); Saint Martin (8); Saint Vincent en de Grenadines (39); Sint Eustatius; Sint Maarten (2); Trinidad en Tobago (21); en Amerikaanse Maagdeneilanden (81).
Sommige landen op het continent hebben ook eilanden in het gebied: dit zijn Colombia (10), Mexico (4), Nederland (21), Nicaragua (4), Venezuela (15), Belize, Guatemala, Honduras, Costa Rica en Panama. De Verenigde Staten claimt een aantal kleinere Caraïbische eilanden (inclusief Alto Velo).

## Geschiedenis
Door de westerlingen werd de Caraïbische Zee ontdekt door Cristoffel Columbus op zijn eerste reis in 1492-1493. De eilanden die hij ontdekte vielen aan Spanje toe. In de 16e en 17e eeuw vertrok jaarlijks de Zilvervloot. In de ruimen van de schepen werden goud, zilver en andere kostbaarheden van de Spaanse koloniën in Amerika verscheept naar Spanje. Vroeger was deze zee vooral berucht door de vele piraten en boekaniers die zich in deze warme wateren bevonden. Ook was het gebied berucht om de slavernij op de suikerplantages in de 17e, 18e en 19e eeuw, waarbij vooral de plantagebezitters op Cuba, Haïti en Jamaica een rol speelden.